# Cordyceps tuberculata
Cordyceps tuberculata är en svampart som först beskrevs av Hermann Lebert, och fick sitt nu gällande namn av René Charles Maire 1917. Cordyceps tuberculata ingår i släktet Cordyceps och familjen Cordycipitaceae.  Arten är reproducerande i Sverige. Inga underarter finns listade i Catalogue of Life.